# Salviniaceae

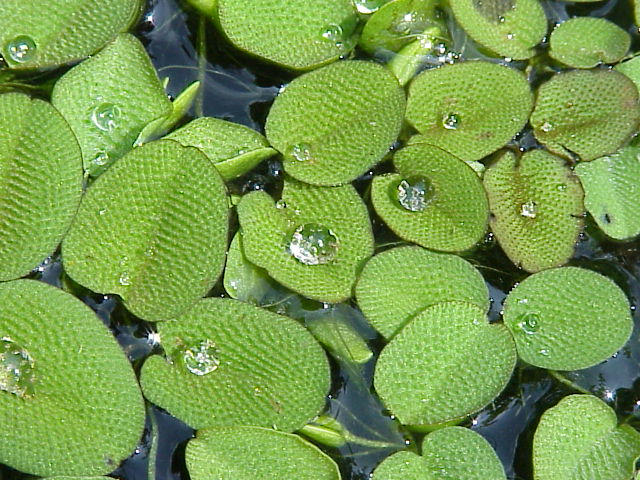
Salvinia natans.

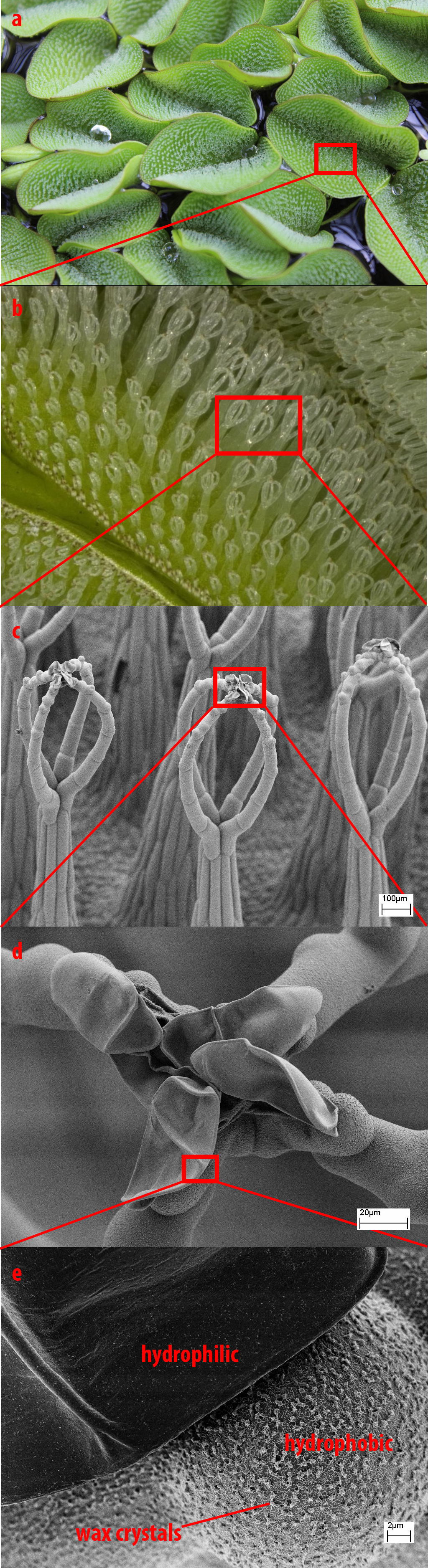
Salvinia molesta, pilosidade da face superior da folha, repelente à água, com tricomas em forma de "pincel".

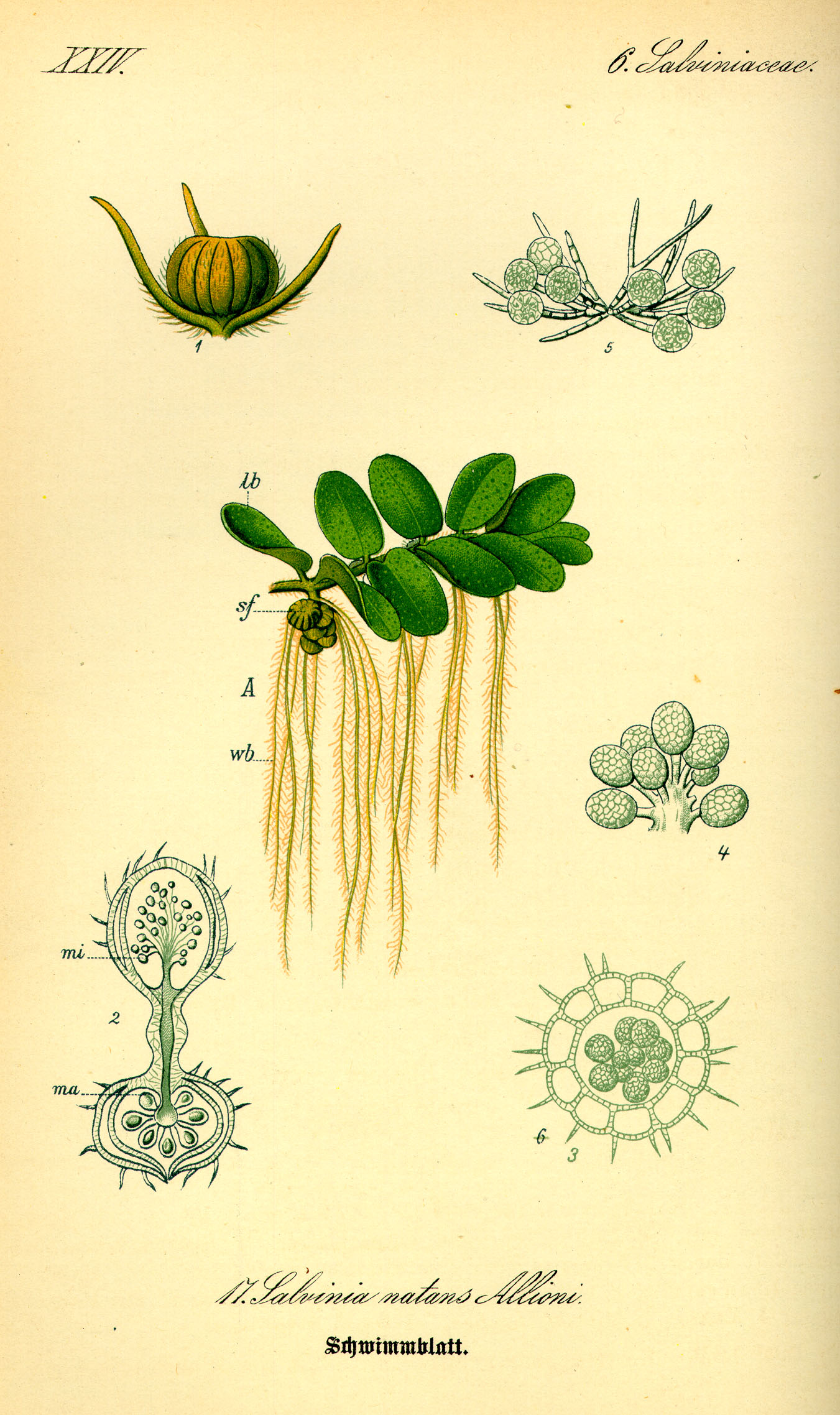
Salvinia natans (ilustração).

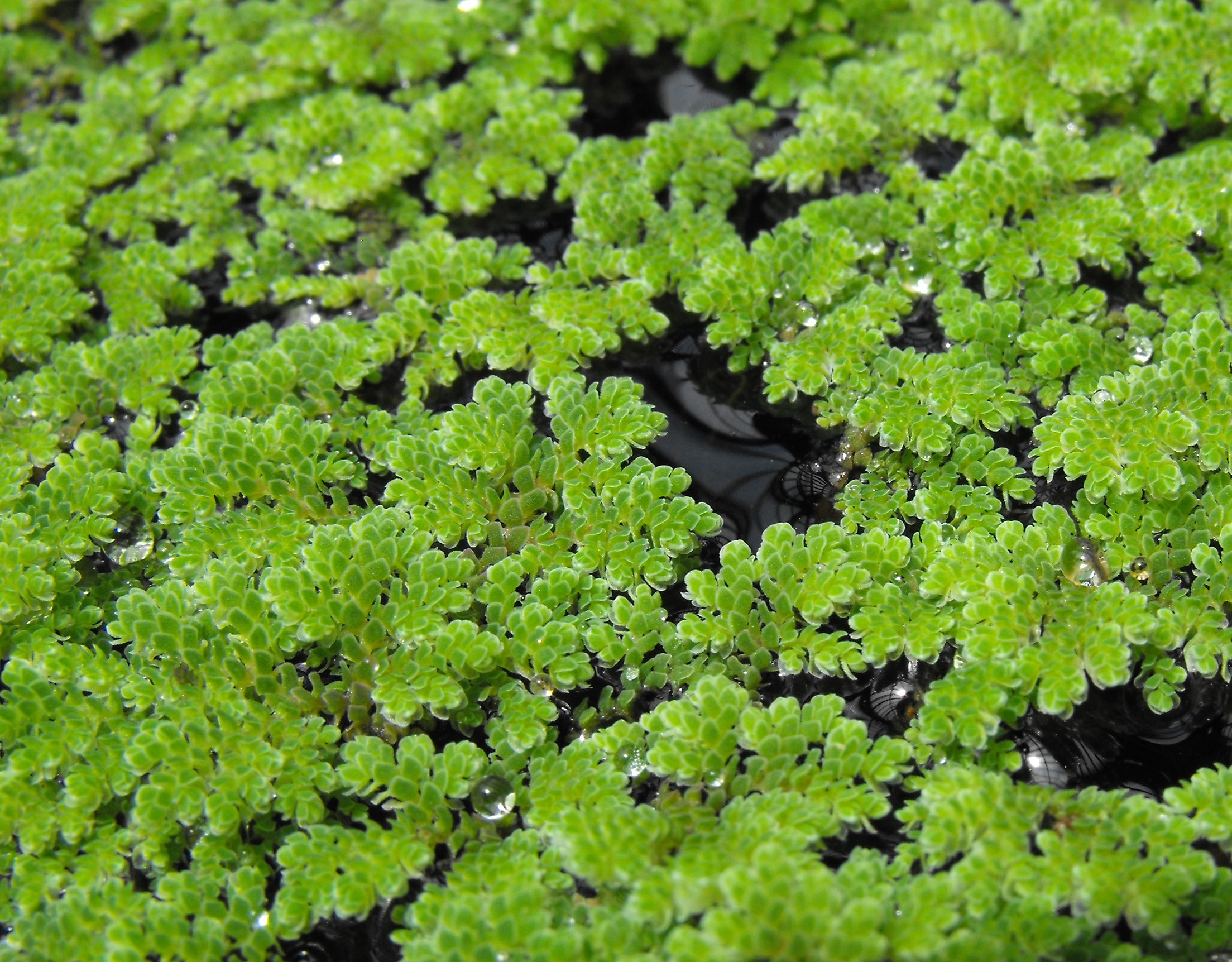
Azolla filiculoides.

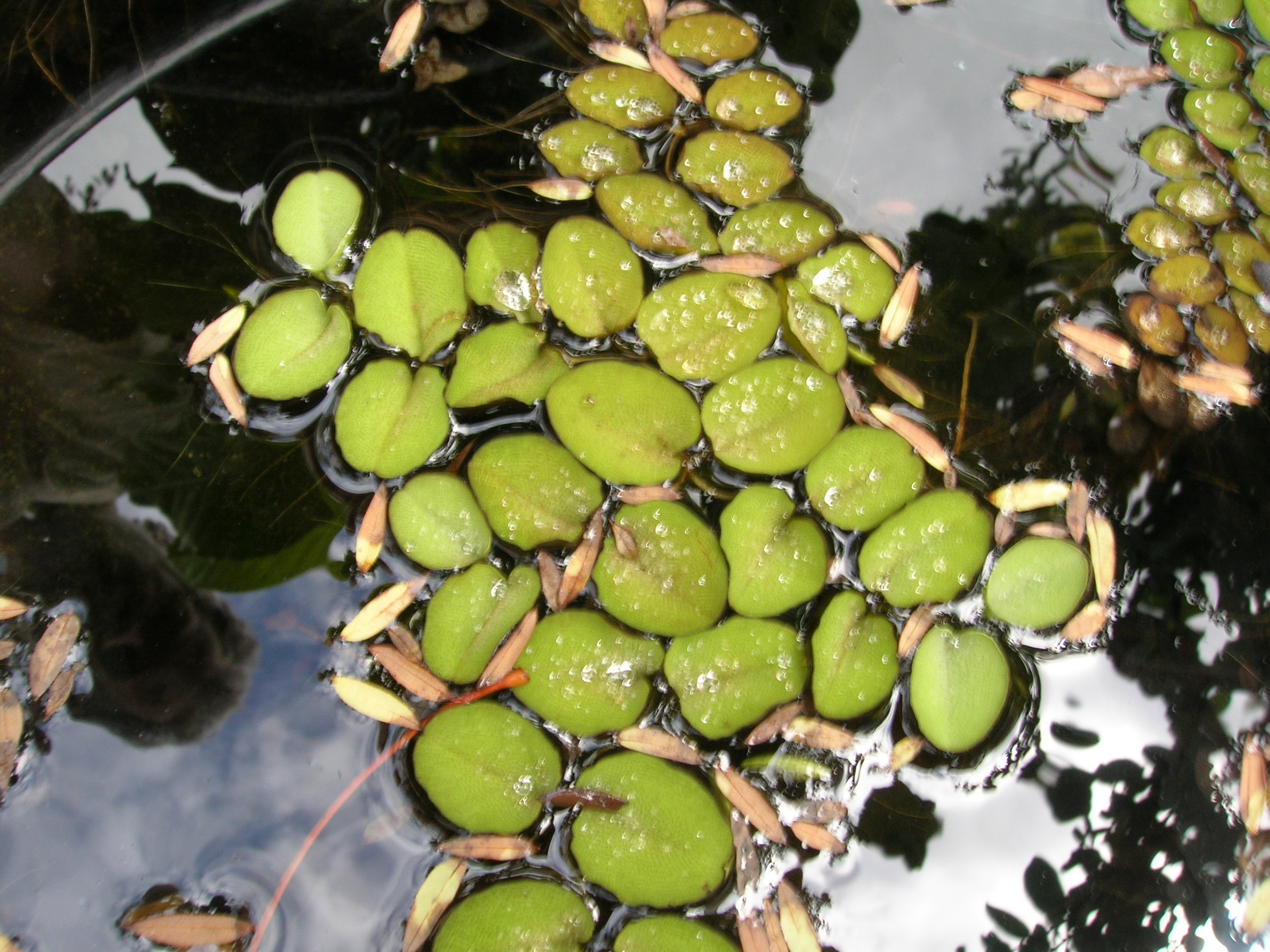
Salvinia molesta.

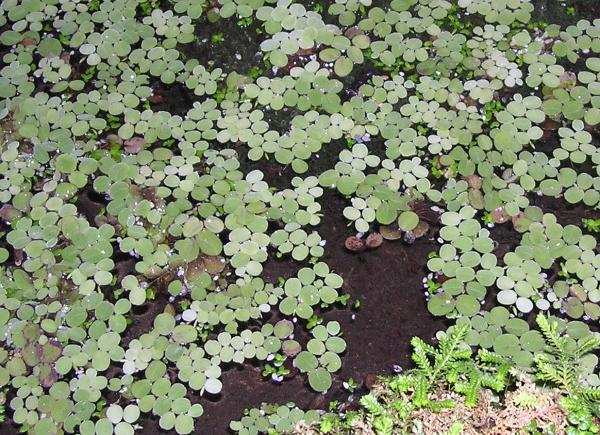
Salvinia minima.

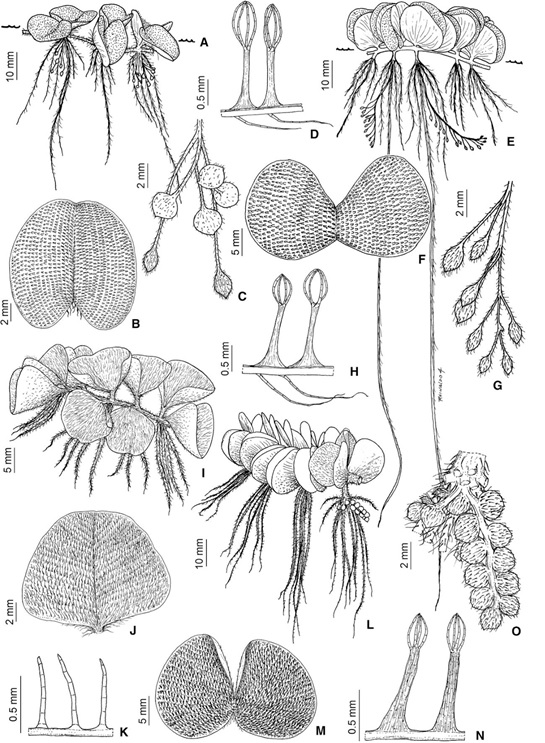
Salvinia (Salviniaceae) nas regiões sul e sudeste do Brasil. A-C: Salvinia auriculata: A: hábito, B – fronde flutuante, C – detalhe do soróforo; D-F: Salvinia biloba: D – hábito, E – fronde flutuante, F – detalhe do soróforo; G-I: Salvinia cucullata: G – hábito, H – fronde flutuante, H – sistema de tricomas; J-M: Salvinia herzogii: J – hábito, K – fronde flutuante, L – sistema de tricomas (todas as espécies do complexo Salvinia auriculata), M – detalhe do soróforo.

As salviniáceas (Salviniaceae) são uma família de pteridófitas aquáticas heterospóricas da ordem Salviniales, caracterizadas pela flutuação livre e pela adaptação a sistemas de água doce estagnados de climas tropicais e temperados. A família inclui dois géneros extantes, Azolla e Salvinia, agrupando cerca de 20 espécies. Os registos mais antigos da família datam do Cretáceo Superior.

## Descrição
As espécies que integram a família Salviniacae não apresentam raízes bem desenvolvidas (que no caso de Salvinia são apenas vestigiais, já que a amioria das espécies é flutua livremente) e as frondes são dimórficas (ou seja, com duas morfologias muito distintas, correspondentes aos trofóforos e esporóforos), unidas em grupos de três. A fronde dorsal, o trofóforo, é flutuante, verde, simples com lâmina foliar inteira, e as duas frondes ventrais, os esporóforos, são fortemente ramificadas e totalmente submersas. Apresentam pelos repelentes da água (tricomas hidrófugos) na superfície superior das frondes. Os órgãos produtores de esporos (esporângios) ocorrem apenas nas folhas submersas e são constituídos por soros cercados de um indúsio globoso (o esporocarpo). São consideradas plantas heterosporadas por produzirem dois tipos diferentes de esporos.
Entre os membros da família Salviniaceae conta-se a espécie Salvinia molesta (conhecida por salvinia-gigante), um pteridófito flutuante nativo do sudeste do Brasil. São consideradas uma grande ameaça para ambientes de água doce lênticos porque formam espessos tapetes que cobrem  a superfície dos corpos de água. Além disso, impedem recreação e a captação de água (tomadas de água) para irrigação e para produção de energia elétrica, ao mesmo tempo que fornecem refúgio para organismos portadores de doenças, como mosquitos e caracóis, e competem por habitat com espécies nativas de plantas aquáticas e contribuem para reduzir o conteúdo de oxigénio das águas. Esta espécie apresenta diferentes formas de crescimento, dentre elas primária, secundária e terciária, exibe folhas ovais que variam de 15 mm de largura a 60 mm, dependendo do estágio de crescimento. 

## Morfologia
Os membros da família Salviniaceae apresenta uma morfologia muito distinta, resultado da sua adaptação ao meio aquático. Essa morfologia distintiva levou a que desde cedo fossem classificados comofetos aquáticos e considerados como pertencendo a um grupo taxonómico distinto cujas relações filogenáticas apenas foram esclarecidas com o advento da filogenética molecular. Uma característica comum da família é a presença de um eixo caulinar em forma de protostelo, com ramificação dicotómica, e de frondes desprovidas de pedúnculo, com filotaxia alterna. A lâmina foliar apresenta forma alongada, com margens inteiras e pequena dimensão (1 a 25 milímetros). A venação é livre no género Azolla, mas é anastomosada em Salvinia. O género Salvinia é essencialmente flutuante, sem raízes desenvolvidas, enquanto Azolla apresenta geralmente enraizamento no substrato. Todas as Salviniaceae são heterospóricas, produzindo em simultâneo grandes megasporos e pequenos microsporos, com germinação nos esporos.
As principais características morfológicas da família são as seguintes:
- Caules — as plantas da família Salviniaceae apresentam caules adaptados à vida aquática, alongados, horizontais, e revestidos por tricomas. Além disso, em cada nó do caule, emerge uma parte flutuante e uma parte submersa. Esses nós podem dar origem a novos indivíduos através de propagação vegetativa e por esse motivo são considerados clones e designados por rametes.[11]
- Frondes flutuantes — em cada nó do caule está inserido um par de frondes flutuantse, com pecíolo curto ou ausente, clorofiladas, e portanto, verdes, tendo funções fotossintéticas e simultaneamente formando os rametes que constituem as partes utilizadas para propagação vegetativa.
- Frondes submersas — as frondes submersas apresentam uma morfologia semelhante a raízes, com ramificações, sendo as partes responsáveis pela reprodução sexuada da planta. As frondes férteis dividem-se em trofóforos e soróforos consoante a sua função.
- Soróforos — Os soróforos portam os soros protegidos meio de indúsios. A organização desses soros é uma característica taxonómica importante para identificação da espécie. A estrutura diferencia-se de acordo com a espécie e podem ter formatos muito distintos, como espiga, cacho ou glomérulo.[10]
- Soros — como os soróforos, os soros também possuem formas e tamanhos variáveis consoante a espécie: globosos ou apediculados e sésseis ou pedicelados e são comumente envoltos por tricomas.
- Indúsio — os indúsios são tecidos protetores dos esporângios e nesse caso, cada soro (megasporangiado ou microsporangiado) é envolto por um indúsio parenquimatoso formado por duas camadas de células, o que os torna delicados, sendo fácil o rompimento.[12]
- Esporângios — os esporângios estão localizados no interior dos soros, recobertos pelo indúsio, e são classificados em microsporângios ou megasporângios. Cada microsporângio contém múltiplos micrósporos, enquanto o megasporângio contém apenas um megásporo no seu interior. A distribuição destas estruturas varia de acordo com a espécie, já que algumas apresentam soros com as duas estruturas, enquanto em outras ocorre apenas uma etrutura em cada soro.
- Sistema de tricomas — Possuem  associados a papilas e pelos são encontrados acima delas. As papilas possuem diversidade de formas, sendo curtas ou alongadas, ausentes ou presentes, afiladas ou cupuliformes. Esse sistema de tricoma está localizado na face abaxial das frondes flutuantes. Além disso, os tricomas podem ser únicos ou estar em conjuntos de dois, três ou quatro e possuem também o ápice hidrofílico e o restante hidrofóbico também, como fator importante para flutuação das plantas.[13][14].
- Genoma — O número cromossómico base em Salvinia é x = 9 (o mais pequeno conhecido nos fetos) e em Azolla x = 22.

## Taxonomia e filogenia
Salviniaceae é uma família de monilófitas da ordem Salviniales estabelecida em 1820 por Ivan Ivanovič Martinov em Tekhno-Botanicheskīĭ Slovar': na latinskom i rossīĭskom iazykakh. Sanktpeterburgie, página 559. O género tipo é Salvinia Ség.. O género Salvinia homenageia o filólogo italiano Antonio Maria Salvini (1653-1729).
A família Salviniaceae é conhecida no registo fóssil desde o Cretáceo Superior. A família Salviniaceae tem uma distribuição subcosmopolita. São maioritariamente espécies que flutuam livremente. O membros extantes desta família estão resumidos os dois géneros, Salvinia e Azolla, que durante muito tempo foram considerados como famílias separadas. O género Azolla foi anteriormente colocada na sua própria família, as Azollaceae, mas a investigação mostrou que os géneros Azolla e Salvinia são grupos irmão com a provável relação filogenética mostrada no diagrama seguinte:
|  | Marsilea |
|  |          |

|  | Pilularia    |
|  |              |
|  | Regnellidium |
|  |              |

|  | Marsilea |
|  |          |

|  | Pilularia    |
|  |              |
|  | Regnellidium |
|  |              |

|  | \| \| Azolla \| \| \| \| \| \| Salvinia \| \| \| \| |
|  |                                                     |
|  | Azolla                                              |
|  |                                                     |
|  | Salvinia                                            |
|  |                                                     |

|  | Azolla   |
|  |          |
|  | Salvinia |
|  |          |

|  | Marsilea |
|  |          |

|  | Pilularia    |
|  |              |
|  | Regnellidium |
|  |              |

|  | Marsilea |
|  |          |

|  | Pilularia    |
|  |              |
|  | Regnellidium |
|  |              |

|  | \| \| Azolla \| \| \| \| \| \| Salvinia \| \| \| \| |
|  |                                                     |
|  | Azolla                                              |
|  |                                                     |
|  | Salvinia                                            |
|  |                                                     |

|  | Azolla   |
|  |          |
|  | Salvinia |
|  |          |

Assim, na sua presente circunscrição taxonómica a família Salviniaceae contêm apenas os géneros extantes Azolla e Salvinia, com um total de cerca de 20 espécies conhecidas. O género Azolla foi anteriormente colocado em sua própria família, Azollaceae, mas pesquisas recentes mostraram que Azolla e Salvinia são géneros irmãos. Os géneros têm a seguinte diversidade e distribuição:
- Azolla Lam. — as cerca de sete espécies ocorrem em águas de regiões temperadas a tropicais em quase todo o mundo. Duas espécies ocorrem na China, uma das quais é uma neófita.[4][16]
- Salvinia Ség. — as cerca de dez espécies ocorrem em águas principalmente tropicais. Distribuem-se na América do Norte, desde o México até à América Central e das Caraíbas até à América do Sul e da Eurásia, através da África, até Madagáscar.[4][5][16]

## Etnobotânica
Algumas espécies de Salvinia são utilizadas como ferramentas para estudos em engenharia naval, pelo motivo de terem grande capacidade de retenção de ar devido ao sistema de tricomas presentes nessas plantas. Essa característica é estudada pela indústria naval em cascos de navio, possibilitando a diminuição do atrito entre a camada de ar e a superfície da água e facilitando o deslizamento do navio, utilizando a tecnologia semelhante às plantas.
Além disso, a Salvinia é muito utilizada como planta ornamental em aquários e lagos artificiais. A espécie Salvinia cucullata Roxb. é facilmente encontrada em sites de lojas online.
Quanto à importância ecológica, essas espécies possuem potencial como bioindicadores da qualidade da água e bioacumuladores, absorvendo metais pesados presentes (como cádmio e chumbo) no ambiente aquático em que se encontram e ainda cromo.

## Distribuição e diversidade taxonômica no Brasil
A maioria das espécies de Salviniaceae ocorre em água rica em nutrientes nas regiões tropicais e subtropicais e demonstram forte propagação vegetativa e uma taxa de crescimento alta. Algumas tornaram-se ervas daninhas em reservatórios e sistemas de irrigação.
As espécies atualmente identificadas estão representadas abaixo:
- Salvinia adnata
- Salvinia auriculata
- Salvinia biloba
- Salvinia cucullata
- Salvinia cyathiformis
- Salvinia hastata
- Salvinia herzogii
- Salvinia martynii
- Salvinia minima
- Salvinia molesta
- Salvinia natans
- Salvinia nuriana
- Salvinia nymphellula
- Salvinia oblongifolia
- Salvinia radula
- Salvinia rotundifolia
- Salvinia spruceii

No Brasil a família Salviniaceae é distribuída nos domínios fitogeográficos da Amazônia, Caatinga, Cerrado, Mata Atlântica e Pantanal, nas vegetações de campo de várzea, floresta ciliar e vegetações aquáticas e são descritas 10 espécies. É encontrada em todas as regiões brasileiras, detalhadas a seguir:
- Norte: nos estados do Acre, Amazonas, Amapá, Pará, Roraima, Tocantins;
- Nordeste: em Alagoas, Bahia, Ceará, Maranhão, Paraíba, Pernambuco, Piauí, Rio Grande do Norte, Sergipe;
- No Centro-Oeste: Distrito Federal, Goiás, Mato Grosso do Sul, Mato Grosso.
- No Sudeste:  Minas Gerais, Rio de Janeiro, São Paulo e possíveis ocorrências no Espírito Santo.
- No Sul: no Paraná, Rio Grande do Sul, Santa Catarina.

Não há espécies endêmicas no Brasil.
As espécies atualmente identificadas no Brasil estão representadas abaixo:
- Salvinia Ség.
  - Salvinia adnata Desv.
  - Salvinia auriculata Aubl.
  - Salvinia biloba Raddi
  - Salvinia martynii Kopp
  - Salvinia minima Baker
  - Salvinia molesta D.S.Mitch.
  - Salvinia nurian de la Sota
  - Salvinia oblongifolia Mart.
  - Salvinia sprucei Kuhn

- Azolla Lam.
  - Azolla cristata Kaulf
  - Azolla filiculoides Lam.